# Katja Boh
Katja Boh (16. května 1929 Štýrský Hradec – 8. srpna 2008 Lublaň) byla slovinská socioložka, diplomatka a politička.

## Životopis
Narodila se v Lublani. Její otec byl rakouský Žid, jenž konverzoval ke katolicismu, její matka byla Slovinka. Za druhé světové války byla vězněna nacisty. V roce 1946 se zasnoubila s ekonomem Ljubo Sircem. Ve stejném roce byl však Sirc uvězněn a souzen v nagodském procesu. Vzhledem k jeho uvěznění a emigraci k samotnému sňatku nedošlo. Z následného manželství s doktorem Bohem se narodila dcera Katja.
Katja Boh vystudovala sociologii na Univerzitě v Lublaně a tam také v roce 1974 získala dizertaci. Zaměřila se na rodinné modely.
Boh podporovala politickou pluralitu a zapojila se do procesů v rámci Slovinského jara. V roce 1989 spoluzakládala spolu s Jože Pučnikem, Matjažem Šinkovcem a France Tomšičem Slovinskou sociálně demokratickou stranu. Po vítězství DEMOSu v prvních poválečných svobodných volbách se stala ministryní zdravotnictví v Peterleho vládě. V úřadu zůstala až do roku 1992, kdy se stala slovinskou velvyslankyní v Rakousku. Ve Vídni zůstala až do roku 1997, kdy odešla do důchodu – stále však byla poradkyní Slovinské demokratické strany a v roce 2004 se dokonce podílela na přípravě jejího volebního programu.
Zemřela v srpnu 2008 v Lublani.